# 保腾高速公路
保山－腾冲高速公路简称保腾高速，是云南省境内中国国家高速公路网G5615天猴高速公路的路段之一，连接保山和腾冲两座城市，起点是保龙高速上的小田坝互通，止于腾冲市中和镇毛家营村南侧岔路口，连接已建成通车的腾冲至缅甸密支那公路，保山至腾冲过路费为82元。保腾高速全长63.86公里，项目概算投资46亿余元，平均每公里造价7,197.21万元，双向4车道，设计时速80公里/小时，路基宽度为24.5米，桥涵及构造物设计荷载等级为公路CI级。全线共有特大桥两座、大桥114座、中小桥48座、隧道3座，桥隧总长占全线的29.5%，重点控制性工程是峡谷跨径世界第一、海拔高度亚洲第一的龙江大桥。保腾高速较原有的89.54公里保腾二级路短22公里，高速的修通，实现昆明至腾冲全程高速化、昆明到缅甸密支那全程公路高等级化，对开发滇西旅游、拉动区域经济增长、建设云南面向南亚的国际大通道有重要意义。高速公路的通车，也使得腾冲的房地产迎来提价峰值。

## 地质环境
保腾高速穿过高黎贡山脉和龙江大峡谷，气候上属于亚热带干河热谷气候，沿线地形地质复杂，经过高地震区、高风化区和高地热区，路基施工、边坡护理、隧道施工等难度较大。保腾高速公路经过的腾冲坝为近代火山群，在60多平方公里的地面上分布着97座新生代火山，保腾高速也是中国第一条修建在火山区的高速公路。

## 建设历程
2007年10月28日，保腾高速动员建设。2011年5月，龙江大桥签订施工合同。2013年2月6日，保腾高速投入运营，由于龙江大桥尚未建成，过往车辆需在勐柳收费站离开高速，于峡谷盘山公路穿梭1小时之后，从五合收费站上高速继续行驶。2013年11月6日，保腾高速开始收取通行费。2014年8月26日，保腾高速公路K7路段发生大面积山体滑坡，滑坡土方约2.1万方，导致双向道路中断。2014年9月27日，保腾高速公路腾冲服务区开业运营，拥有加油、加水、汽修、餐饮、超市等功能。2016年4月20日，龙江大桥建成通车，保腾高速实现全程通车，勐柳临时收费站拆除。2016年6月27日，腾陇高速开工建设，起点位于保腾高速中和枢纽立交，将构成保腾高速、龙瑞高速、瑞陇高速、腾陇高速围成的滇西高速环线。2017年3月3日，起点位于保腾高速中和枢纽立交的腾猴高速举行动工奠基仪式，2020年建成后将实现昆明至猴桥口岸全程高速化。